# ディスプレイ (コンピュータ)

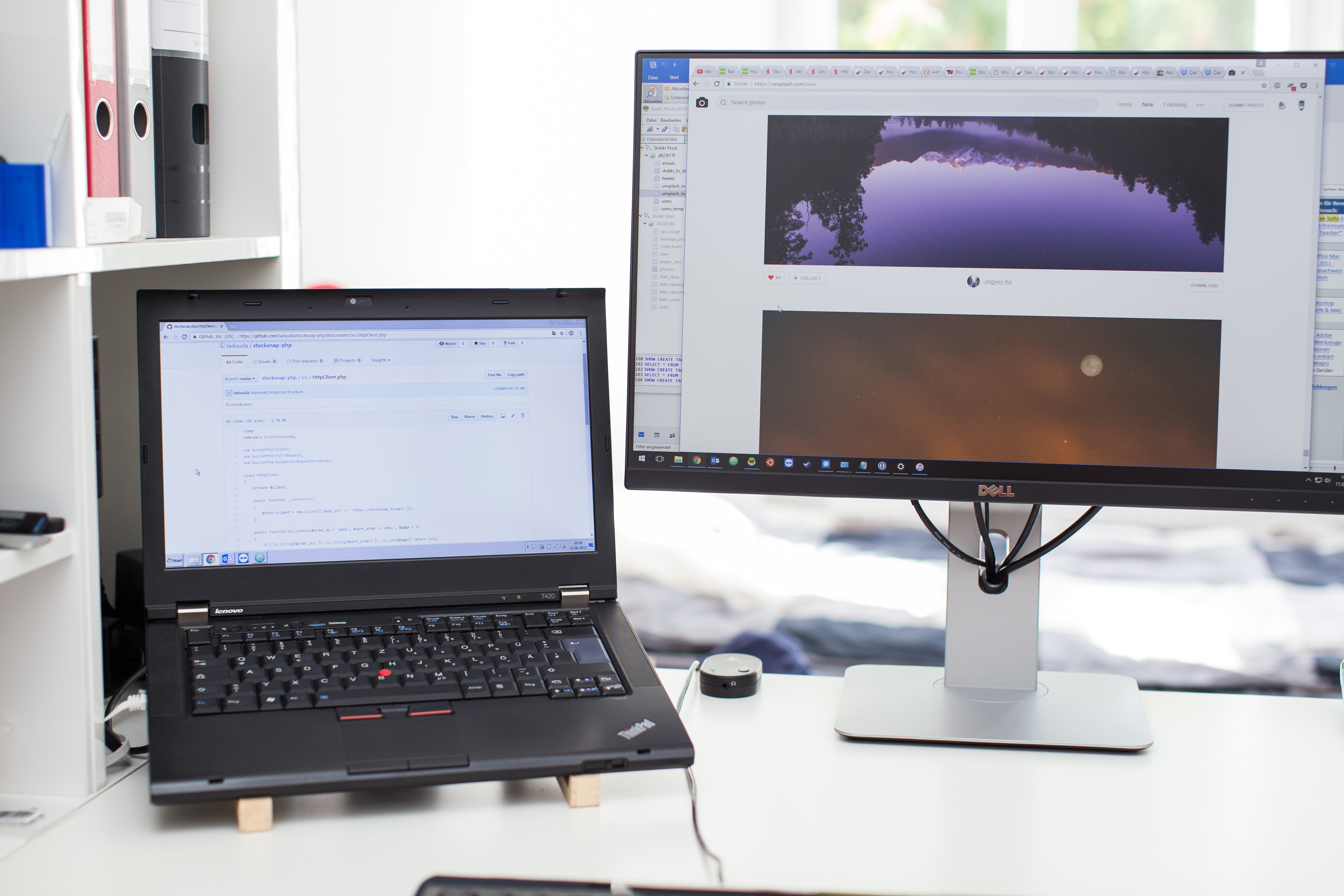
ノートPCのディスプレイ（左）と外付けディスプレイ（右）（2017年）

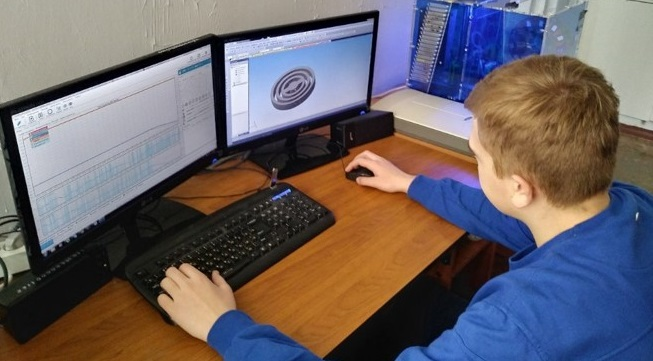
同サイズを2台並べる使用法

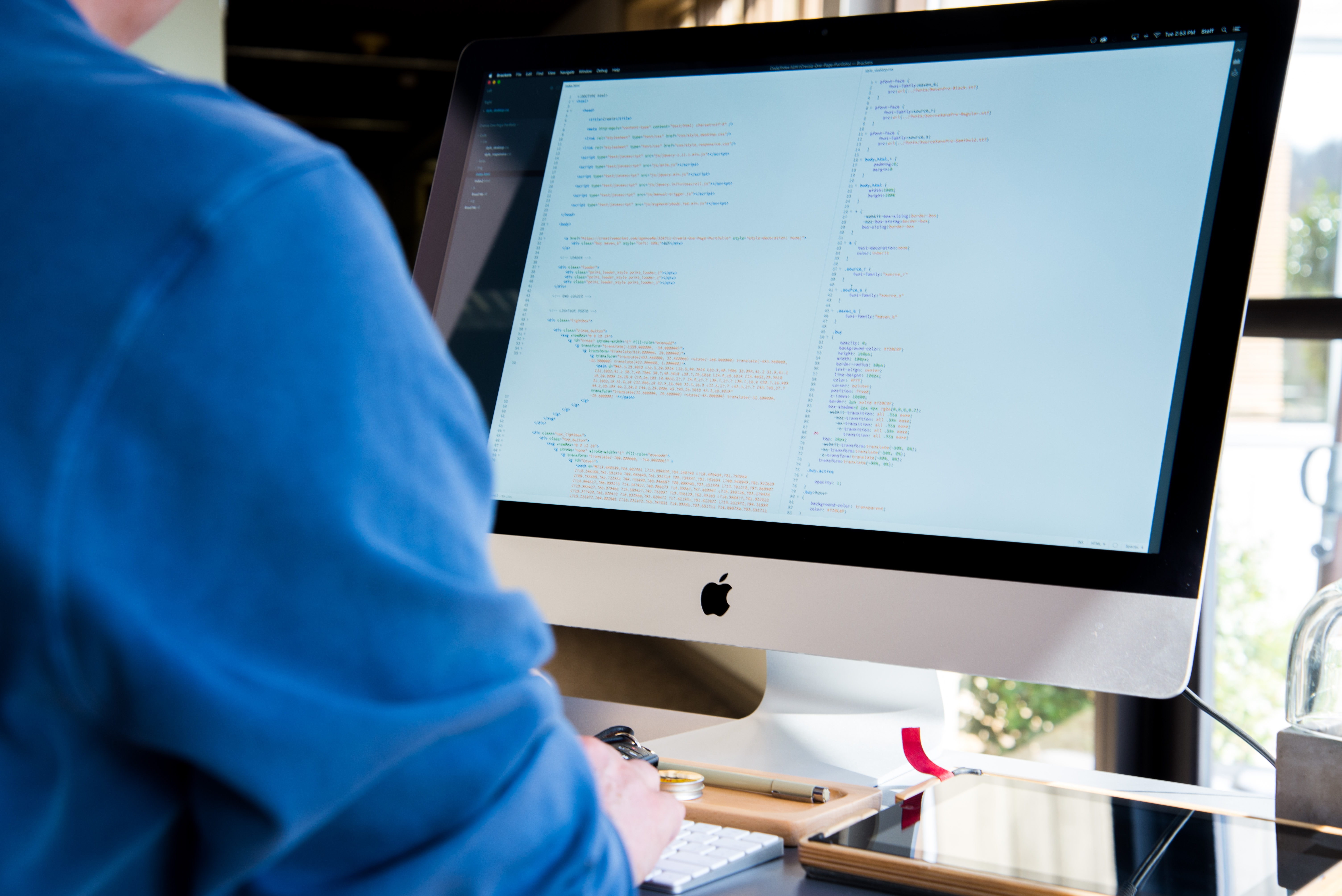
iMacのディスプレイ上でソフトウェア開発中。（2016年）

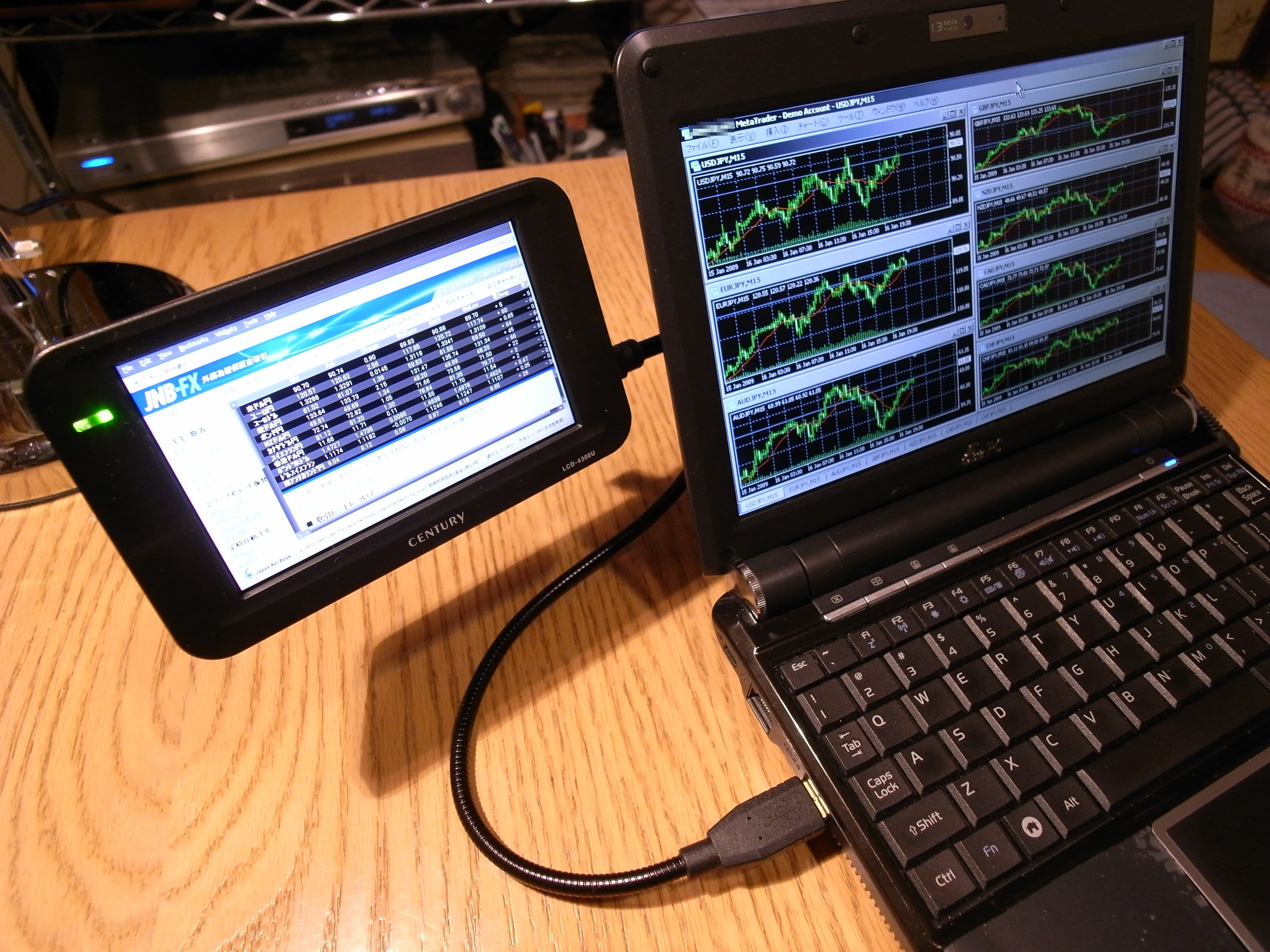
ノートパソコンの液晶ディスプレイ（右）とUSB接続の小型増設ディスプレイ（左）（2008年）

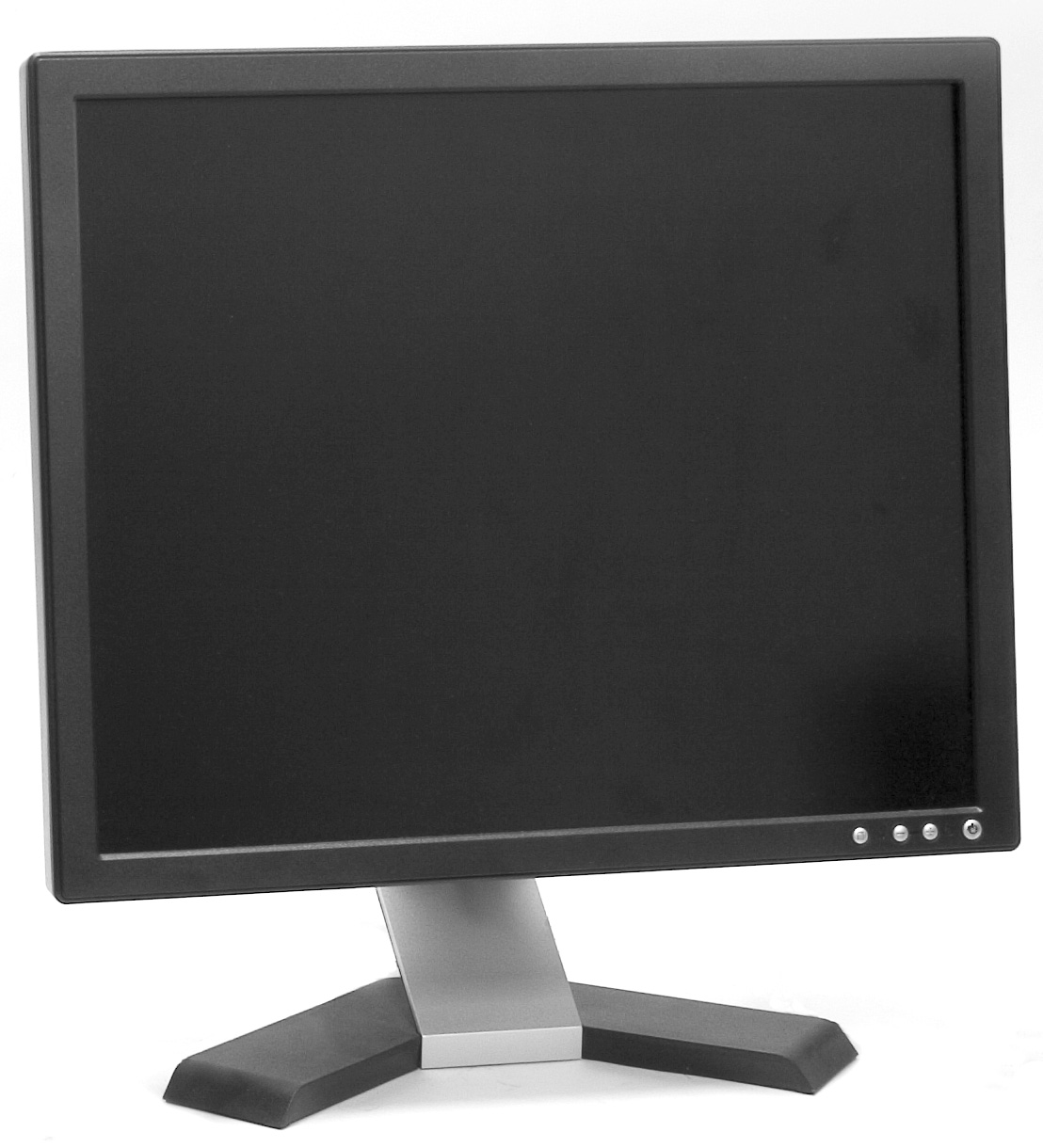
2008年のTFT液晶ディスプレイ。このころの一般的なアスペクト比（横と縦の比）は4:3。

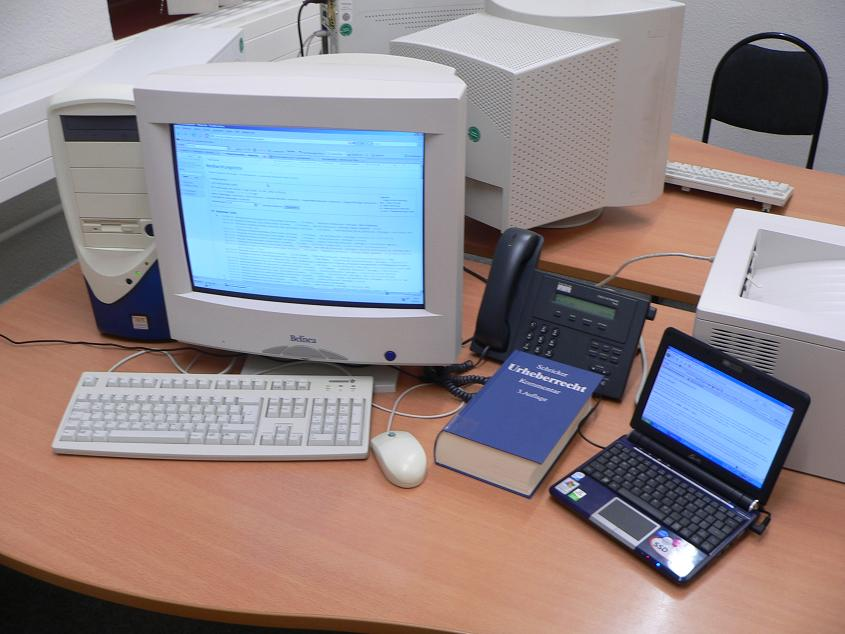
1990年代後半〜2000年代前半に販売されたブラウン管（CRT）式ディスプレイ（左）（2008年に撮影）

コンピュータの分野でディスプレイ（英: display）とは、文字、図形、画像、映像（動画）などを表示する装置。モニタ（英: monitor）ともいう。
現代のコンピューターモニターは、機能的にはテレビと互換性があることが多く、その逆も同様です。ほとんどのコンピューターモニターには内蔵のコンピュータースピーカー、テレビチューナー、またはリモコンが備わっていないため、モニターをテレビとして使用するにはデジタルテレビアダプター（DTA）ボックスなどの外部機器が必要になる場合があります。

## 概要
コンピュータの出力装置のひとつである。
画像を表示する方法には以下のようなものがある。
- 液晶ディスプレイ (LCD)
- 有機ELディスプレイ (OLED)
- プラズマディスプレイ (PDP)
- マイクロLEDディスプレイ（英語版）（mLED、Crystal LED Displayなど。）
- ビデオプロジェクタ
- ブラウン管 (CRT)

このうち、ビデオプロジェクタは、デジタルミラーデバイス (DMD) や液晶パネルの映像をレンズで拡大表示するものが多い。
デスクトップパソコン向けの単体のディスプレイ装置は、かつては、ほとんどがブラウン管式であった。しかし、1990年代後半から液晶ディスプレイが普及し、2007年頃までにパソコン専用のCRTの生産はほとんど行われなくなった。2024年では液晶や有機ELディスプレイが一般的。
ビデオ信号はビデオ表示回路（ビデオカードなど）で生成発生され、少なくとも一つ以上の表示規格を満たす。規格には画面サイズ（表示領域の大きさ、表示画素数では無いことに注意）、発色数、水平および垂直方向の走査周波数、信号インターフェースの電気的特性などがあり、これらのいくつかは互いに関係しあう。
コンピュータディスプレイは、他に「ビデオ表示端末」(VDT) とも呼ばれる。
パソコン専用の単体のディスプレイ装置（ブラウン管・液晶とも）については、パーソナルコンピュータ (PC) 本体とともに、「資源の有効な利用の促進に関する法律」の適用を受けることになり、メーカーによる回収・リサイクルが制度化された。詳しくはパーソナルコンピュータ#電子ごみ問題とリサイクルを参照のこと。

## 解像度など

### 解像度
ディスプレイに表示される総画素数。「ヨコ × タテ」のように掛け算の書式で表現することが一般的である。 
おもに1920×1080 (フルHD) 。1世代前や小型のものでは1024x768など。高精細な2048×1536 (QXGA) 、3840×2160（フルUHD）、3940×2160 (4K) などが使われることもある。
ディスプレイ解像度とPC側の設定を食い違う状態にし拡大または縮小処理させると文字がぼやけて見づらくなるので、PC側の設定をディスプレイの解像度に合致させて用いるのが望ましい。

### リフレッシュレート
リフレッシュレートとは、表示画像を「リフレッシュ」つまり書き換える頻度。表示の書き換え頻度。1秒間に何回描き換えるか、ということ。単位はヘルツ（Hz）。
リフレッシュレートが低いと「カクツキ」が感じられるようになる。
普通は60Hz~120Hzが一般的。ゲーミングPCのモニターなどで、240Hzに対応したようなものもある。リフレッシュレートが高いと、画面がヌルヌルと動くようになり、動体視力が求められるゲームなどで有利になる。

### アスペクト比
画面の横と縦の長さ（あるいは画素数）の比。一般的には「横：縦」のように「：」をつかう書式で表記する。たとえば解像度が640×480ピクセルの場合アスペクト比は「4：3」と表記するなど、互いに素な整数の比で表示することが一般的。まれに縦を「1」に固定して「1.33：1」などと表示することもある（つまり「4:3」と「1.33 : 1」は同じアスペクト比である）。
ブラウン管ディスプレイのアスペクト比は4:3が主流だった。液晶ディスプレイのほうは、1990年代はおもに4:3や5:4（1280×1024ドット）だったが、2000年代半ばから16:10のワイド画面が特に家庭向けで多くを占めるようになり、さらに2008 - 2009年ころにデジタルハイビジョン放送・薄型テレビと同じアスペクト比である16:9が主流になった。
参考までに、映画館の巨大スクリーンの比率は21:9である。

## サブピクセルアンチエイリアス技術
LCD等、ディスプレイ技術によっては、原理的に色のレジストレーションずれ（RGB各色の輝点の中心が完全にはそろわないこと）がある。このため、色によって、輝点の中心が異なる事になる。2001年頃から、ソフトウェア設計者が鮮明なテキストイメージを表示するためにこのレジストレーションずれをうまく利用しはじめた。その例としてマイクロソフトのClearTypeやアドビのCoolTypeがある。macOSでもQuartzにより同等の機能が実装されている。
人間の目が、輝点の位置の認知については鋭敏だが、色については鈍感であることを利用し、文字表示についてのみ実際の画面解像度以上の解像度を擬似的に利用することが可能である。以前から、同様の技法として、ジャギーの周囲に、周辺色との混色を配置するアンチエイリアシングが存在したが、この手法を、1ピクセル以下の領域で行うのがクリアタイプである。ただし日本語文字フォントではこの機能は働かない場合がある。
ディスプレイの解像度が低すぎてイタリック表示ができない場合でも、文字を移動させればイタリック表示になりうる。見かけ上ピクセルの何分の一かの移動は、その分の時間軸を遅延させることにより実現できる。

## VESAマウント
VESA規格で定められたディスプレイ取り付け基部。モニターアームとの接続に使用する。

## 画面回転（ピボット）機能
液晶ディスプレイの一部には画面を90度回転し縦長の状態で使用できる製品がある。縦長な印刷物の制作などに適している。ただし回転させるとサブピクセルの配列の見え方が異なるため、細かい文字等の表示に違和感が生じたり、上記のようなサブピクセルレンダリング技術は適切に動作しない。
ピボット機能をもつ液晶ディスプレイはスタンドに回転機構が備わっているが、そうでないディスプレイでも別売のモニターアームなどを使って回転させることができる。
OS側を画面回転に対応させるために、かつては専用のユーティリティソフトウェアを使用する必要があったが、近年ではビデオカードのドライバやOS自体にその機能が含まれており特別なソフトウェアをインストールすることなく対応できる場合が多い。
CRTモニタでは、奥行きが大きいため縦長画面にして安定的に設置できる場合がある。アーケードゲームを移植した縦スクロールシューティングゲーム等では縦長表示に対応しているものがあった。

## ディスプレイの歴史
ディスプレイの歴史について説明するにあたりディスプレイの前史、ディスプレイが無かった時代のコンピュータの出力装置にも軽く触れておくと、古いほうから並べると豆電球を並べたもの、紙テープせん孔装置（Tape punch)、紙カードせん孔装置（Card punch）、テレタイプ端末などが使われていた。
コンピュータにディスプレイが使用され始めたのは1960年代のことであり、IBM、UNIVAC、RCA等の米国メーカーが先行し、その後に日本のコンピューターメーカーがそれに追従した。
当初はベクタースキャン方式のディスプレイとラスタースキャン方式のディスプレイが別系統のディスプレイとして別々に存在していて、ベクタースキャン方式のディスプレイは主に幾何学図形を表示するのに使いラスタースキャン方式のディスプレイは主に文字を表示するのに使う、などという役割分担が設定されていた時代がある。
文字表示のためのディスプレイの初期段階はVDTであったわけだが、VDTが登場した当時は、それまで一般的であったテレタイプ端末と比較・類比され「ガラスのテレタイプ端末」などと呼ばれた。この段階のVDTはブラウン管（CRT）方式でしかも基本的な文字類（アルファベット・数字・記号）しか表示できずグラフィクス表示機能を持たなかった。
文字表示に関しては欧米ではアルファベットと数字といくつかの記号の表示のみで充分だと考えられていたが、日本ではカタカナの表示機能も必要だと考えられそれが追加され、さらにはひらがなや漢字の表示の機能を追加していった。それと平行して図形、画像を表示するディスプレイが開発され、最終的には文字、図形、画像のいずれも表示できるディスプレイに発展した。
CRT（ブラウン管）技術
コンピュータディスプレイが開発されはじめた1950年代や1960年代は、CRT（Cathode Ray Tube : 陰極線管、またはブラウン管ともいわれる）の時代であった。
CRT自体は（今から120年以上前の）1897年にドイツ人科学者Karl Ferdinand Braunによって発明され、古くからオシロスコープ等の測定器やレーダー等で使用されていたが、テレビ放送やテレビ受像機というものが考案され、その受像機の実際の生産が1930年代にドイツ・フランス・イギリス・アメリカで始まり急激に大量生産されるようになっていた。
図形を表示するためのベクタースキャン方式のコンピュータディスプレイにはオシロスコープの描画の原理を応用し、ラスター方式のコンピュータディスプレイには基本的にはテレビ受像機の技術を応用してゆくことになった。

### IBMのディスプレイの歴史
コンピュータ関連の歴史を振り返る場合、IBMの製品の歴史は特に重要なのでここで触れておく。
en:Category:IBM display devicesも参照のこと。
- en:IBM 780 (1954年 - 1959年）。（en:IBM 740用のディスプレイ）
- en:IBM 2250（1964年 -）
- IBM 2260（1964年 -）
- IBM 3101（1979年- ）
- en:IBM 3196
- IBM 3270（1971年 - )
- IBM 5250（1977年 - )

### ベクタースキャンディスプレイ

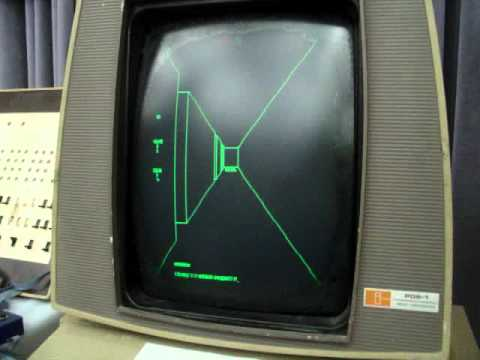
1970年発売の:en:Imlac PDS-1で3次元迷路を描画したもの

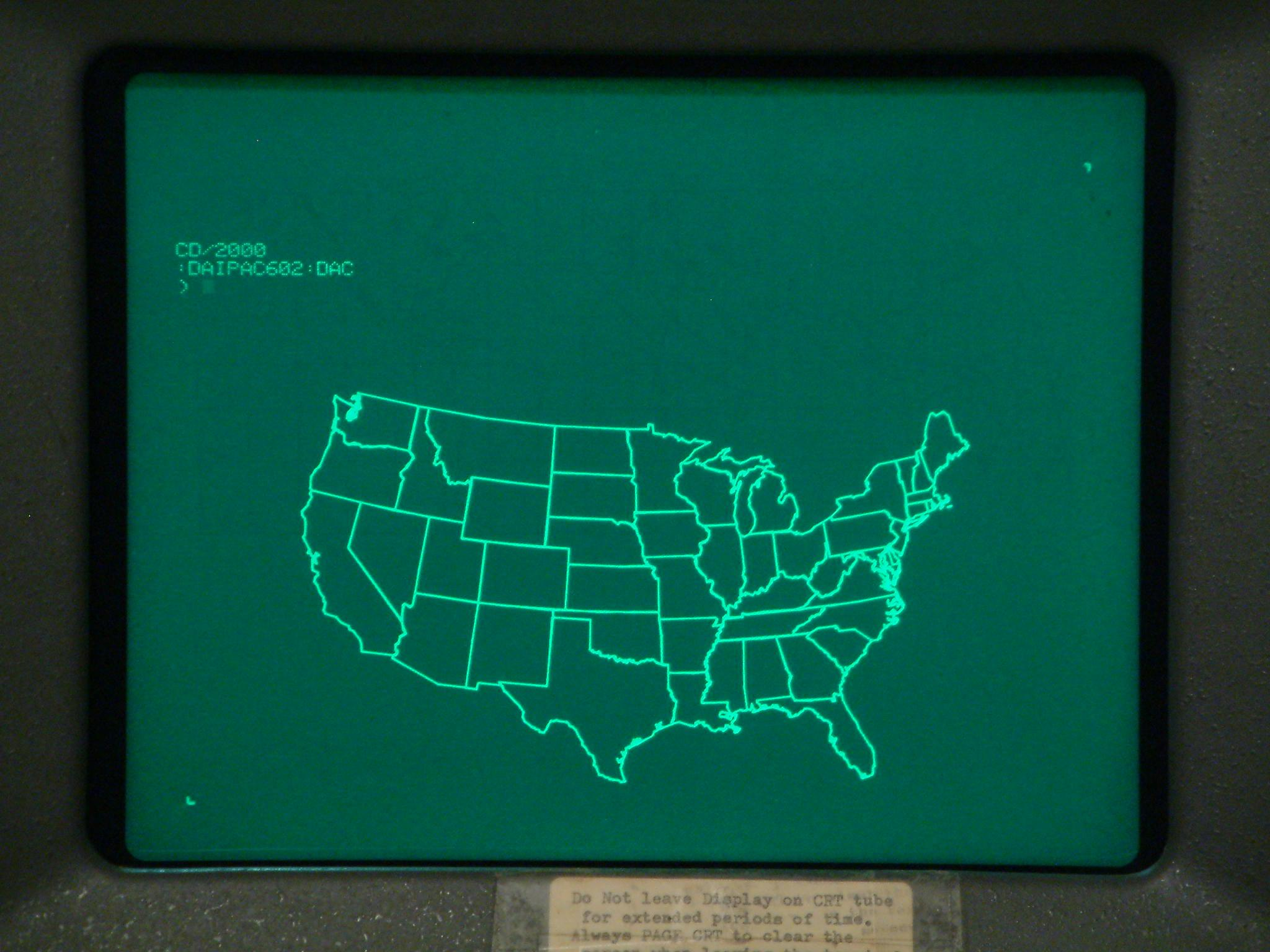
テクトロニクス社のTektronics 4014でアメリカの州のマップを描いたところ

ベクター・スキャン・ディスプレイは基本的にはオシロスコープと同様の原理で描画する。偏向板と呼ばれる金属板が２組あり、それにかける電圧によって左右方向への曲がる量および上下方向への曲がる量をコントロールできる。コンピュータディスプレイの場合は、コンピュータからベクトル（線分）を表現したデータ群を受けとり、それを図形やグラフ（ベクターイメージ）として表示する。ベクタースキャンディスプレイは「ベクター・グラフィック・ディスプレイ」とも呼ばれた。
1963年には、マサチューセッツ工科大学のアイバン・サザランドがベクターグラフィックディスプレイを使うSketchpadというCADの先駆的プログラムを開発した。
初期のものはCRT画面に仮想格子点を設け、その格子の交点から別の交点へ電子ビームを走査してベクトルを表示する方式であった。その後、半導体メモリが低価格で供給されるようになり方式が変わっていき、各格子点に対応してメモリ（カラーや濃淡を表す場合は複数ビット）を割り当て、ベクトルデータを演算して表示する格子点のメモリに記憶させる方式となっていった。
- 1959年に製造開始されたDECのPDP-1のブラウン管式でベクタースキャン方式のグラフィックディスプレイ
- AT&Tの"Bell telephone magazine"の1967年1-2月号[9]に掲載された写真。

1969年に富士通が開発したグラフィックディスプレイF6233は米国Westinghouse社（en:Westinghouse）から輸入した22インチ円形で表示面がフラットなCRTを使用し、画面上に4,096×4,096の格子点を設けコンピュータからのデータをもとに格子点から別の格子点への線分を表示して図形を表現し、線分データは仮想格子上の位置と縦方向と横方向の長さデータで構成され、リフレッシュ・メモリとして最大16K語のコアメモリを使用し、約8,000本の線分を表示することが出来た。ロケットの設計や軌道計算、列車ダイヤの編成、自動車の設計や科学計算の結果表示等に利用された。同時に富士通が開発したグラフィックディスプレイF6232はテレビ型の17インチCRTを使用、仮想格子点は1,024×1,024でリフレッシュメモリは4K語のコアメモリを使用、約2,000本の線分を表示した。
グラフィックディスプレイは先端科学技術分野から次第に商業・生産等のビジネス分野へと応用範囲が広がりローコストで簡易な製品が求められた。1973年に富士通が開発したグラフィックディスプレイF9530は線分表示用のメモリとしてスキャンコンバータ管（当初はThomsonCSF社製を、次にRCA社製を輸入し、最終的には富士通社内で生産した）を使用した。線分データをスキャンコンバータ管に記録し、ラスタースキャンで読み出してCRTに表示した。
1970年代にテクトロニクス (Tektronix) 社が開発したグラフィックディスプレイT 4010、Tektronix 4010は高画質、ローコストで、光蓄積機能を持つ蛍光体を使用したCRT画面（en:Storage_tube）を用いており、リフレッシュ機能を省略した画期的な装置で世界中のユーザから評価され採用された。このテクトロニクス社製品に価格・性能で対抗すべく富士通は1980年にグラフィックディスプレイF9430を開発した。モノクロ型は14インチCRTで格子点は1,000×800、カラーは7色のカラーで格子点は500×400、各格子対応のリフレッシュ・メモリにICメモリを採用した。
1970年代後半からコンピュータを使用して設計作業の効率化を図るソフト (CAD : Computer Aided Design) が開発され広く使用され始めた。富士通は設計支援ソフトICADを開発し、当初はグラフィックディスプレイF9430を使用したが機能が低く、複雑な図形表示が困難等の問題があり、1986年に高性能・高機能のグラフィックディスプレイF6240を開発した。表示面に反射軽減処理をした20インチカラーCRTを使用、格子点は1,024×800、7色のカラー表示、図形表示に加えて文字ディスプレイF9526（前述）と日本語ディスプレイF6650（後述）の機能を持っていた。
1970年代や1980年代にはロッキード社開発のCADAMやダッソー社開発のCATIAなどの機能が高いCADシステムが各国の先進的な企業や研究所等で導入されていたが、これらのCADシステムはIBMコンピュータの上で動くように開発されていたのでグラフィックディスプレイもIBM仕様であることが要求された。この仕様を満足するディスプレイにはVector General社製グラフィックディスプレイVG8250もあった。
富士通はVB8250輸入して使用していたが、後にVector General社へ技術者を長期派遣し、技術移管を受けて1988年にグラフィックディスプレイF6245を開発した。20インチカラーCRTを使用し、多色の線画や1600万色のソリッド（en:SOLID）を表示した。

### 文字ディスプレイ

#### ブラウン管に加えた工夫
テレビ受像機画面表示はラスタースキャン方式であり、（1950年代や1960年代では）CRTの垂直方向（縦）で1秒間に40 - 60回の鋸歯状波、水平方向（横）で1秒間に3 - 10万回の鋸歯状波で偏向して画面全体を一様にスキャンしていた。（つまり、縦方向にはわずか40-60ほどの解像度、縦方向に40から60ドットしか描けないような低解像度であった）
こんな低い解像度でもテレビ受像機、つまり風景や人物の印象をぼんやりと表示するのに使う目的では使え、視聴者の頭脳の視覚中枢の側が映像の足りない部分を勝手に補完してくれて脳内でイメージが完成し一応使えたのだが、コンピュータ用ディスプレイに使うとなると小さな文字を表示しなければならず、当時のテレビ受像機の解像度では全然足りず小さな文字は表示できなかった。小さな文字を表示し文字を読むのに適したものとなるようにテレビ受像機を改造する必要があり、滲みの少ないクッキリした文字を表示するためにさまざまな技術的な工夫を加える必要があった。
単色表示ブラウン管と発色の選択
もともとブラウン管は単色でしか発光せず、テレビ受像機の「白黒テレビ」というのは（白黒写真に寄せて、違和感が無いように）白色に発光するものだったが、実はブラウン管の表示色はブラウン管の内側に塗布する蛍光材の種類で決まる。コンピュータディスプレイとして使う場合は白色でなくてもよかったので、発光色にはグリーン、アンバー（オレンジ）、白があった。当時、目が疲労しないようにとの配慮でグリーンやアンバー（オレンジ色）がしばしば採用された。（とはいえ、このタイプのブラウン管は画面全体であくまで単一色表示であり、文字ごとに色を変えることはできなかった）
- en:IBM Displaywriter Systemのグリーンディスプレイ（1980年代のもの）。
- アンバー色のディスプレイ。IBMポータブルPC（1984年発売）のもの。

解像度を上げる試み、変則ラスタースキャンの試み
1968年 - 1971年に富士通が開発したディスプレイF6221A・B・Dでは、通常のテレビ受像機とは垂直方向は1画面に20行を表示するために20段の階段波と文字を表示する1行分の細かい正弦波を重畳させた波形を、水平方向は1秒に1,000回の鋸歯状波で偏向する変則ラスタースキャンを行った。1970年に富士通が開発した小型コンピュータ用ディスプレイF6222Aは、垂直水平の線で構成された『田』形状の図形に、斜め線で構成された『X』状の線を重ね合わせた形の基本図形を表示するためにラスタースキャンの垂直、水平方向に文字用の偏向を加えた極めて特殊なスキャン（走査）を行った。1974年に富士通が開発したディスプレイF9520・F6221K以降はテレビと同様なラスタースキャンを採用した。
カラーテレビで解像度を上げる試み
NTSC方式時代のカラーテレビ（テレビ受像機）のCRTはコンピュータディスプレイに必要な1000字（50字×20行）の表示が出来るほどの解像度ではなかった。日本ではNHKのハイビジョンの試作機を、富士通関係者が見学して実用化の見通しを得た。NHKの試作機に使用されているCRTメーカーの三菱電機に富士通側が依頼しディスプレイ用の高解像カラーCRTの供給を富士通が受けた。その後松下電器が製造するコストダウンしたものを富士通は供給してもらった。カラーテレビの解像度は主にCRT表示面に近接してセットされているシャドウマスクのドット・ピッチに比例する。当時のテレビに採用されていたNTSC方式では2ドット/mmで、1974年に富士通が開発したディスプレイF6221Kの表示部はハイビジョン用CRTと同じく3ドット/mm、さらに高解像が必要な漢字表示のCRTは、富士通が東芝に開発を依頼し東芝から供給を受けた。1979年に富士通が開発した漢字を表示する日本語ディスプレイF6650は4ドット/mmであった。ハイビジョンの放送開始が1989年、その15年前の1974年に先行するかたちでコンピュータディスプレイのカラー化が実用化し、これが高解像CRT大量生産の基礎となりテレビ受像機の高品質化にも寄与した。

#### コンソール用ディスプレイ

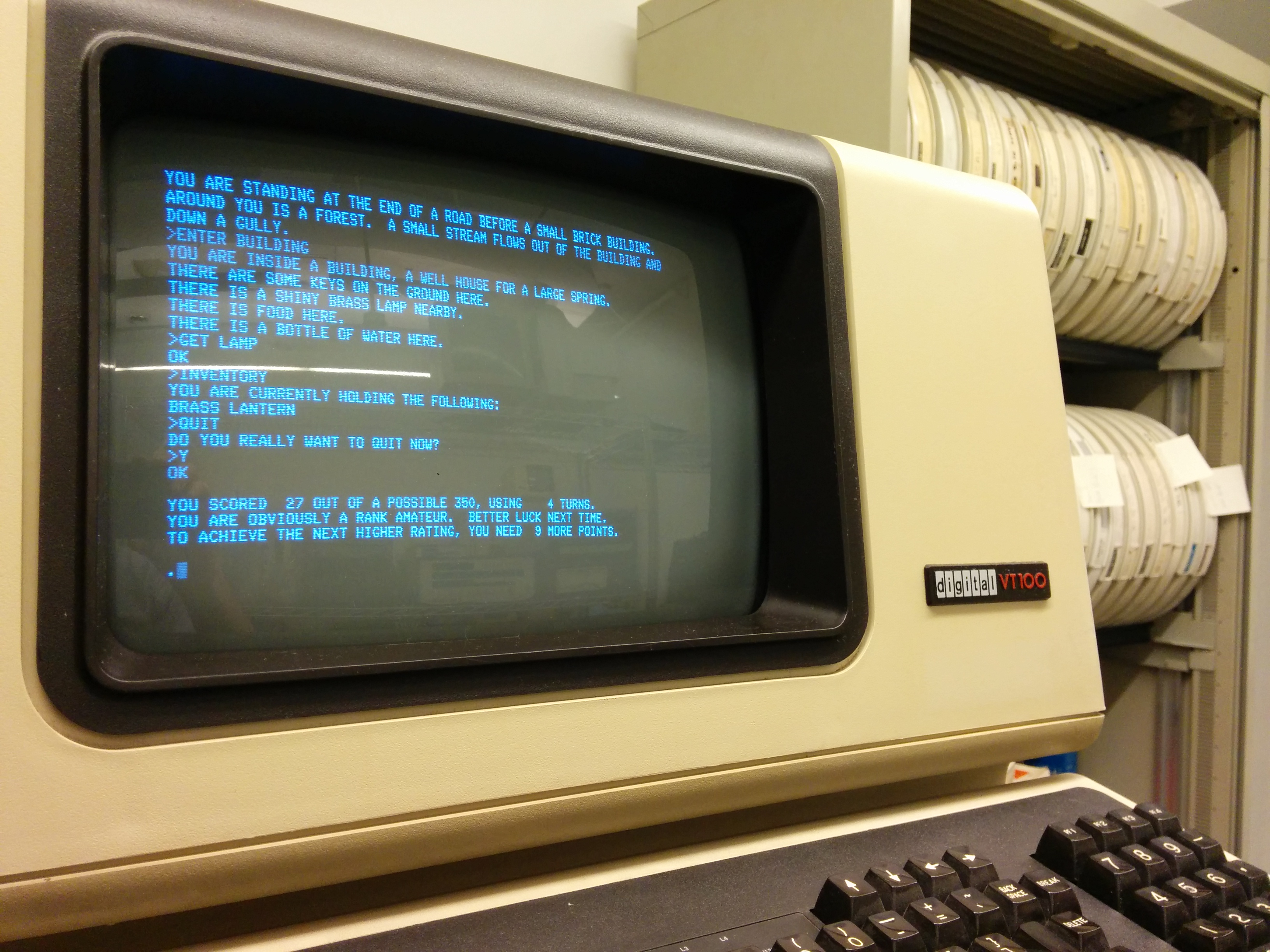
VT100（1978年〜）のディスプレイ。ブラウン管。ラスタースキャン方式。

1960年代前後のコンピューターシステムではコマンド（命令）はパンチ・カードや紙テープを作成し、読込装置（リーダ）でコンピュータに読み込んでいて、コンソールパネル（操作卓。あるいはen:Front_panel）に設置されたランプで表示された機械語を解読し、スイッチ類を操作してコマンドを入力しコンピュータを制御していた。これらの操作は煩雑で高レベルのスキルが必要、かつ時間も手間もかかるという欠点があり、この問題を解決するために応答が速く操作性が良いテレタイプ端末が設置されコマンドの入力やコンピュータ内のレジスタ情報を印字するようになった段階があったわけだが、このテレタイプ端末をディスプレイに置き換えたことで更に応答速度や操作性が向上した。
文字表示の試み
1960年代では、そもそもコンピュータが出力する文字データに応じた文字の形をディスプレイに表示する技術を根底から構築することから始めなければならなかった。
富士通が1968年に開発したF6221A（富士通の最初のディスプレイ）では、フライング・スポット管方式の文字発生方法（en:Flying-spot_scanner）を使用した。フライング・スポット管は高解像のCRTでフィルム・スキャナ等に使用される。フライング・スポット管の表示面にアルファベットと仮名文字を記録したフィルムを密着してセットし、リフレッシュメモリから1文字ずつ読み出し、フライング・スポット管でフィルム中のその文字の部分を選択してスキャンする。フィルムを通り抜けた光を光電子増倍管で受け、電気信号に変換し、増幅して表示部にビデオ信号を送る。
富士通の最初のディスプレイF6221Aは1968年に京都大学に納入された大型コンピュータFACOM230-60のコンソールに使用された。総製造台数は2台、1台は京大に納入し、他の1台は富士通社内に設置しソフトウエアの開発やバックアップ用とした。F6221Aは入出力制御装置を介してコンピュータに接続され、表示部、文字発生部、キーボード（以下KB）と表示画面に対応した文字コード・データを蓄積するメモリ（以下リフレッシュメモリという）を含む制御回路で構成されていた。表示部はオレンジ色12インチCRTで1000文字（50字×20行）のアルファベットと仮名を表示する。CRT（ブラウン管）は電子ビーム（陰極線）を走査して文字の形を発光させるが、一瞬の間に消えてしまうのでリフレッシュメモリに蓄積した文字コード・データを1秒に25回以上読み出して文字発生部で文字の形に変換した信号をCRTに送り発光させて静止画像を得た。文字発生はフライングスポット管方式（後述）を使用した。KBはタイプライタ配列の文字鍵盤とファンクションキーで構成され、文字データとコマンドの入力に使用された。制御回路ではKBまたはコンピュータからの文字データをリフレッシュメモリに格納し、コマンドによりコンピュータ間の送受信制御やリフレッシュメモリ内の文字コードの追加・挿入・削除・訂正等の処理を行った。制御回路はトランジスタとダイオードの論理回路で構成した。
1969年に富士通が開発したディスプレイF6221BはコンピュータF230シリーズのコンソールとして使用された。総製造台数は約50台。表示部はグリーン色12インチCRTで1000文字（50字×20行）のアルファベットと仮名文字を表示する。文字発生は3インチ・モノスコープ管を、リフレッシュメモリにはコアメモリを使用した。
1971年に富士通が開発したディスプレイF6221Dは2インチ・モノスコープ管を使用して小型化を計った。モノスコープは高解像のフライング・スポット管の技術を利用している。モノスコープ(en:Monoscope)もCRTであるが、アノードは蛍光体ではなく金属板があり、文字の形に穴の開いた金属板がアノードの金属板の前に平行に近接して設置されている。フライング・スポット管と同様に文字版を走査し、アノードから直接、電気信号を得て、表示部に送った。
1974年に富士通が開発したカラーディスプレイF6221KはコンピュータF230-8シリーズの標準コンソールとして使用された。表示部は高解像カラーCRT（後述）で、1000文字（50字×20行）のアルファベットと仮名文字を7色のカラーで表示した。当時まだモノクロディスプレイの時代であり、これが世界初のカラーディスプレイとなった。文字発生は半導体ROMを使用し、7×9ドットのマトリックスの必要な部分を表示して文字の形とした。リフレッシュメモリにはMOSメモリを使用した。

#### データ入力・検索用ディスプレイ
初期（1960年代前後）のコンピューターシステムでは、データやコマンドをパンチ・カードや紙テープを作成してリーダで読み込んで入力し、コンピュータで処理した結果の出力はラインプリンタ（en:Line_printer）で印字しており訓練されたオペレータが大量の伝票を入力していたが、入力データの確認や修正が簡単で容易であることや出力のスピードや消費する用紙の削減が要望された結果ディスプレイが使用されるようになった。
1973年に富士通が開発したディスプレイ・サブシステムF9520は電話回線および専用線経由でコンピュータに接続し、遠隔地からの入出力を可能にした。回線との通信を制御するコントローラ1台に対して最大32台のディスプレイやプリンタを接続した。表示部にはモノクロとカラーの2種があり、モノクロームは表示面をマット処理（磨りガラス状）したグリーン色17インチCRTを使用、天井灯等の反射光軽減を計り、1920文字（80字×24行）のアルファベットと仮名文字を、カラーは12インチで7色のカラーで表示する。文字発生は半導体ROMを使用し7×9ドット文字を採用した。リフレッシュメモリにはMOS技術を用いたメモリ（en:MOS_Technology）を使用し、マイクロプログラム方式を採用、簡易プロセッサとシンプルな機械語で記述した「簡易モニター」（機械語モニタ）および他のプログラムを用いる制御回路を独自に設計した。キーボードにはタイプライタ配列のキーの右側にテンキーや10数個のファンクションキーを配列してデータ入力の容易化を図った。テンキーの配列には電卓型と電話型があったが約30人に試行してもらって電卓型とした。総生産台数は8000台に達した。
IBMのディスプレイの席巻、その互換ディスプレイの開発
en:Category:IBM display devicesも参照のこと。
世界標準のディスプレイとしてはIBMのものがあった。1970年代はIBMのコンピュータ360シリーズ、さらに後継の370シリーズが好評で全世界を席巻しており、IBMのディスプレイIBM 3270が使われていた。
多くの業務用アプリケーションプログラムはIBMコンピュータの仕様で設計されていたので、このプログラムを利用するために日本のコンピューターメーカー各社も協同してIBM仕様をカバーするコンピュータ・システム（IBM互換機）を開発した。コンピュータ本体だけではなく周辺機器の仕様を合わせることが必要でIBMのディスプレイIBM 3270の公開された仕様をもとに富士通は1976年にディスプレイ・サブシステムF9525を開発した。表示部モノクロは17インチ、カラーは16インチを使用、制御回路には市販のモトローラ社製8ビットMPU（マイクロプロセッサ）を使用した。
富士通はディスプレイ・サブシステムF9525の後継機として、1979年に省電力、省スペース、ローコスト化と機能強化を計ったF9526を開発した。表示部にはモノクロとカラーCRTに加えてネオンオレンジ色15インチPDP（プラズマディスプレイ）を追加し、HDLC回線への接続や、自己診断、トレース、折り返しテスト等のRAS機能（可用性）を充実した。市場のニーズは大きく、年間10,000台を超える生産をした（PDPの総生産数は100台弱）。

### 漢字ディスプレイ
電電公社（現 : NTT）からの開発依頼で富士通は試作機（特仕J2482号）を納入、続いて1972年に漢字ディスプレイF6570を開発した。いずれもグリーン色で標準型は17インチCRTに512文字（32字×16行）、ワイド型は横長20インチCRTに1,024文字（64字×16行）の漢字を表示した。ワイド型CRTはソニーガラスに依頼して電子銃を2個取り付けられる特殊構造のファンネルを購入し富士通にて製品化した。文字円盤とビジコン（撮像管）を使用した文字発生装置からスキャンコンバータ管（前述）を使用した表示用メモリに書き込むものだった。透明なプラスチック板に5,376文字（円周方向に364字、半径方向に14行）の漢字が印刷された文字円盤をモータで高速回転し、目的の漢字がビジコン正面に来たときに同期してフラッシュ発光し、ビジコンに記録して読み出した。
1978年に富士通が開発した漢字ディスプレイF6580の標準型は672字（32字×21行）、ワイド型は1,344字（64字×21行）、漢字を32×32のドットで表示する。制御装置はコンピュータとの送受信や小型ディスクに収容した約7,000種の漢字のドットパターンを16台の漢字ディスプレイに供給する。また、1,024×1,024（ワイド型は2,048×1,024）ドットのリフレッシュ・メモリに線画を描く機能があり、新聞レイアウト等に使用された。

### パーソナルコンピュータのディスプレイの歴史
1970年代後半に登場し1980年代に普及していったパーソナルコンピュータ（PC)では、家庭用のものでは周辺機器も含めた総計価格を一般家庭の人々も購入しやすい価格にするために、一般家庭もすでに所有しているであろう（当時のアナログ信号式の）家庭用テレビを接続できRF信号線で接続し低画質でかなり滲みのある表示をするものもあったが、ビジネス用、プロ用、高級機などから滲みの少ないコンピュータ専用ディスプレイを使うことが次第に一般化していった。

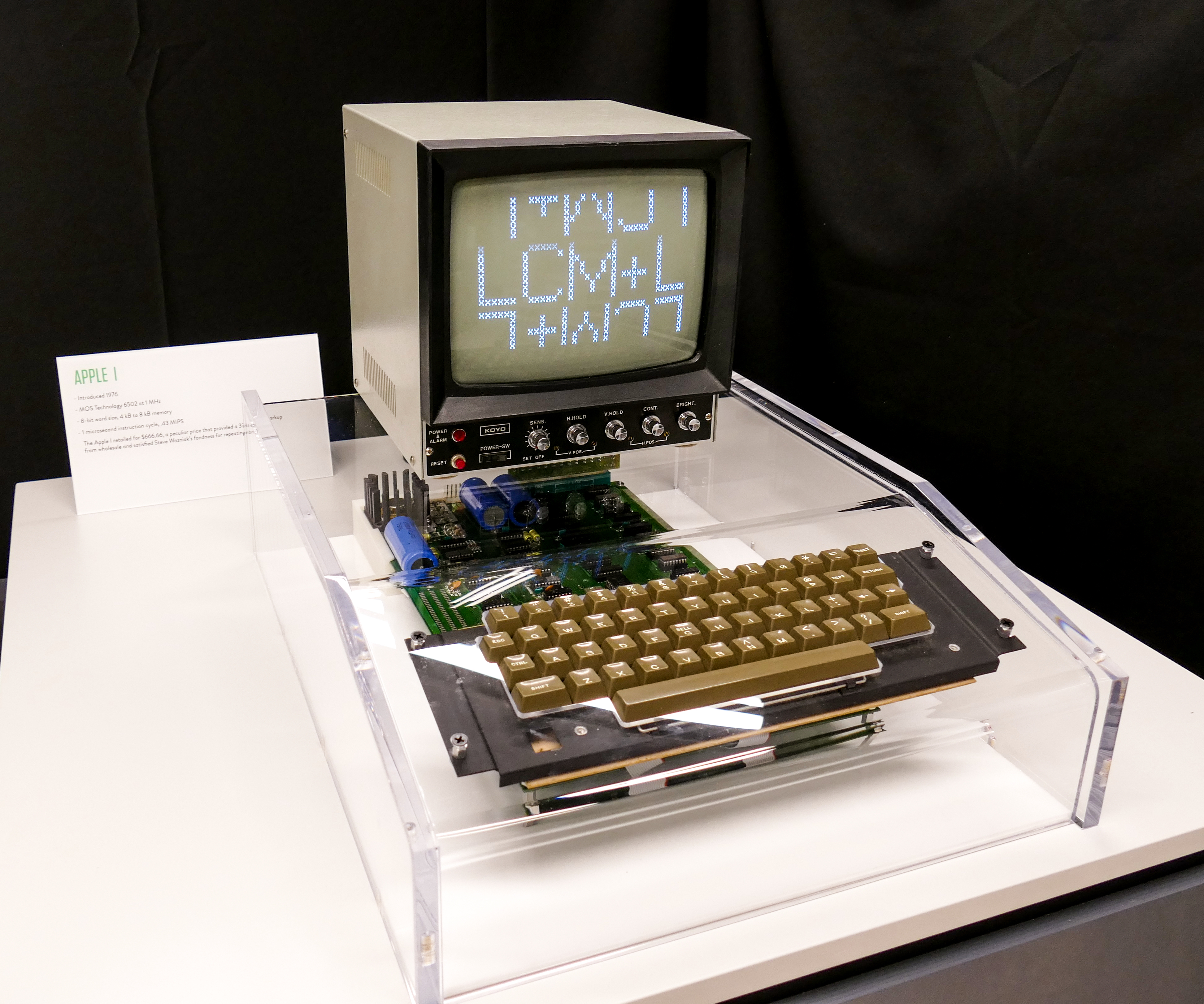
1976年発売のパーソナルコンピュータApple Iとモノクロモニター。
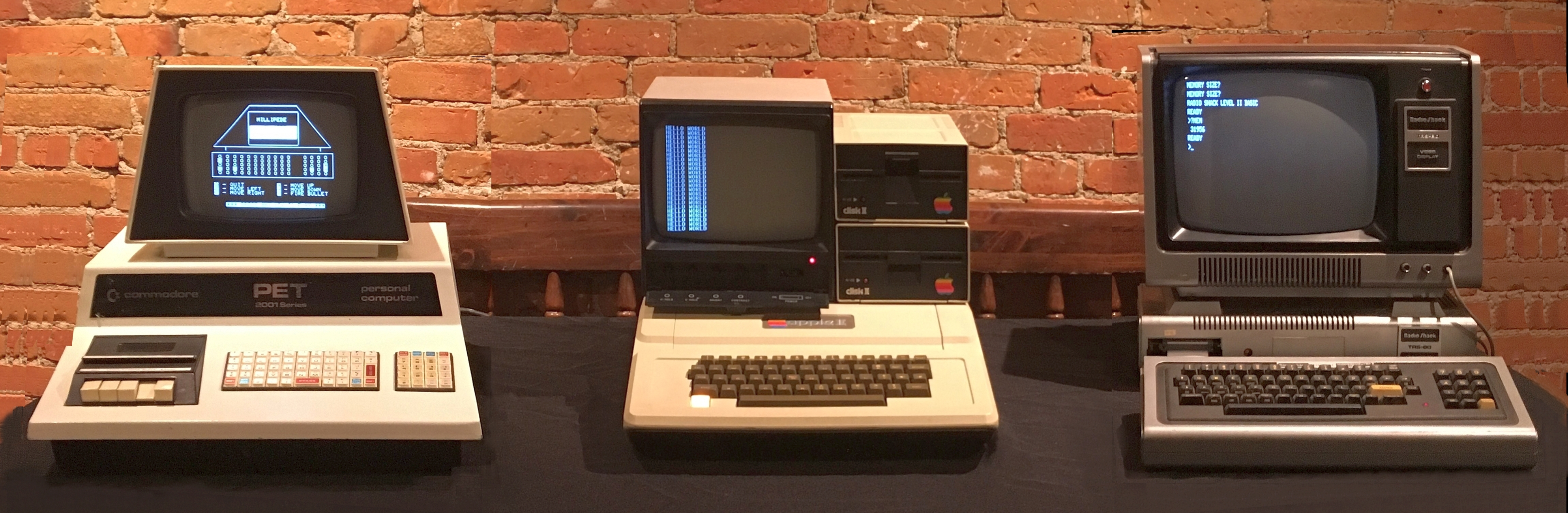
1977年発売のPET 2001、Apple IIとモノクロモニタの組み合わせ、TRS-80とディスプレイ
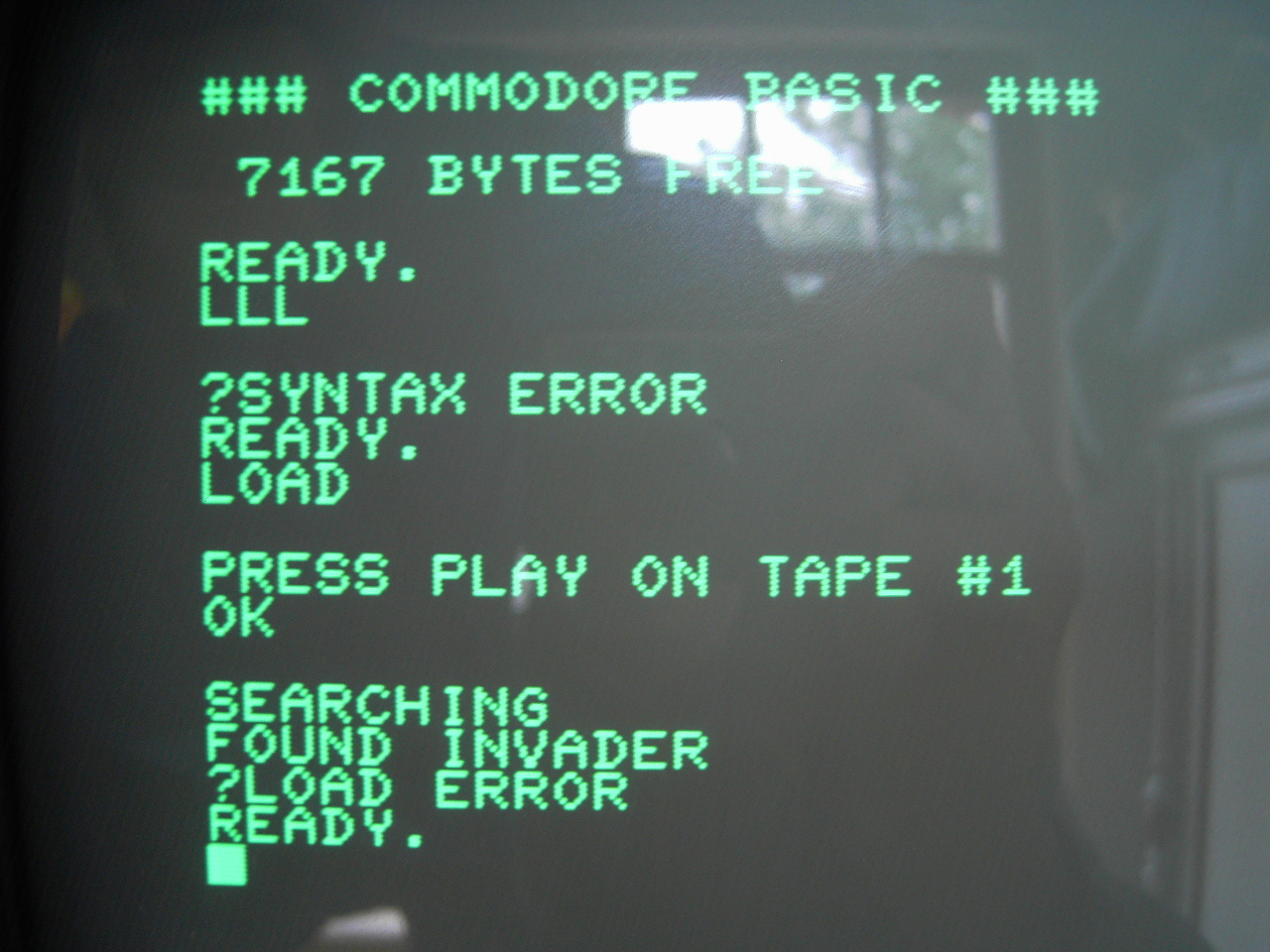
PET 2001のグリーンディスプレイタイプの拡大写真。
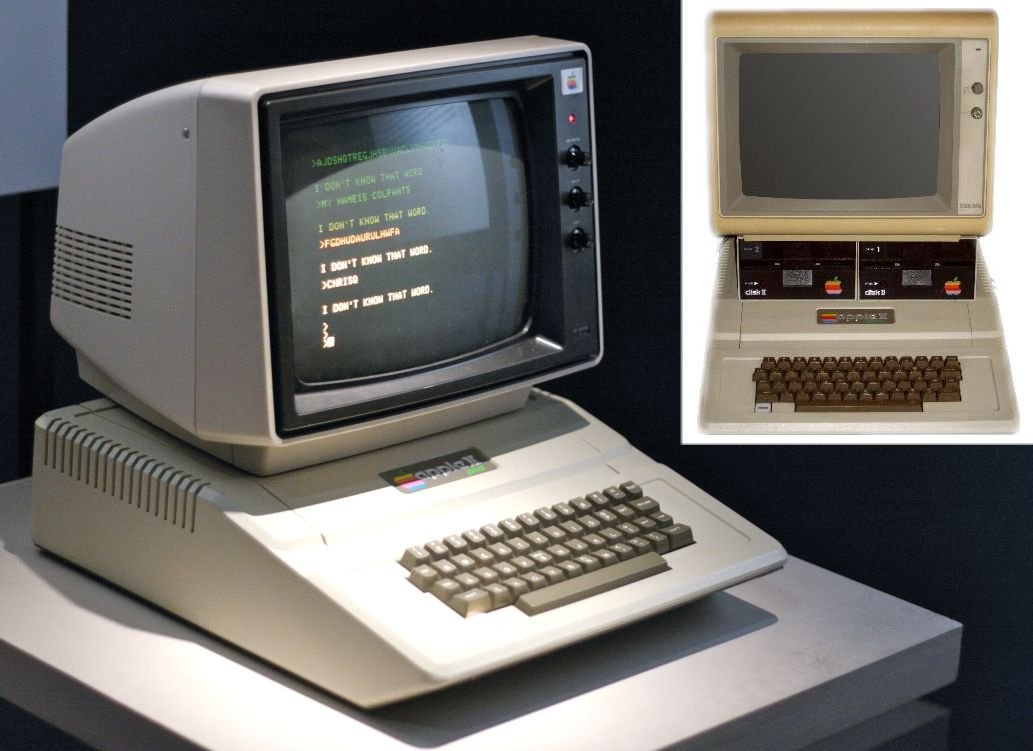
Apple IIとAppleのカラーモニターの組み合わせ。
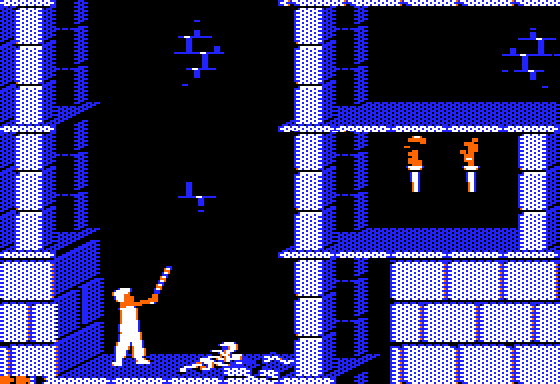
Apple IIでプリンス・オブ・ペルシャをカラーでプレイする画面
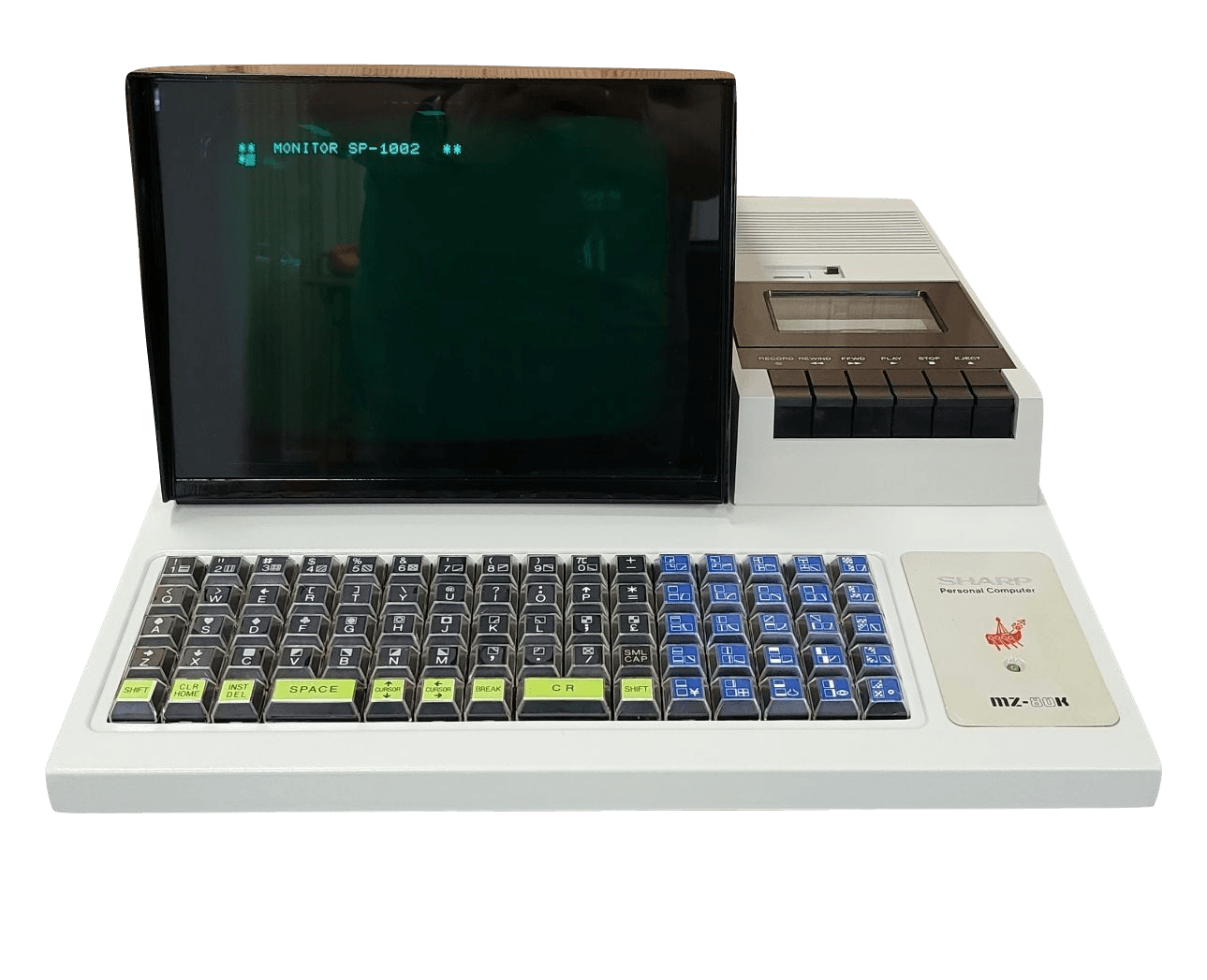
1978年発売、シャープのMZ-80のディスプレイ。
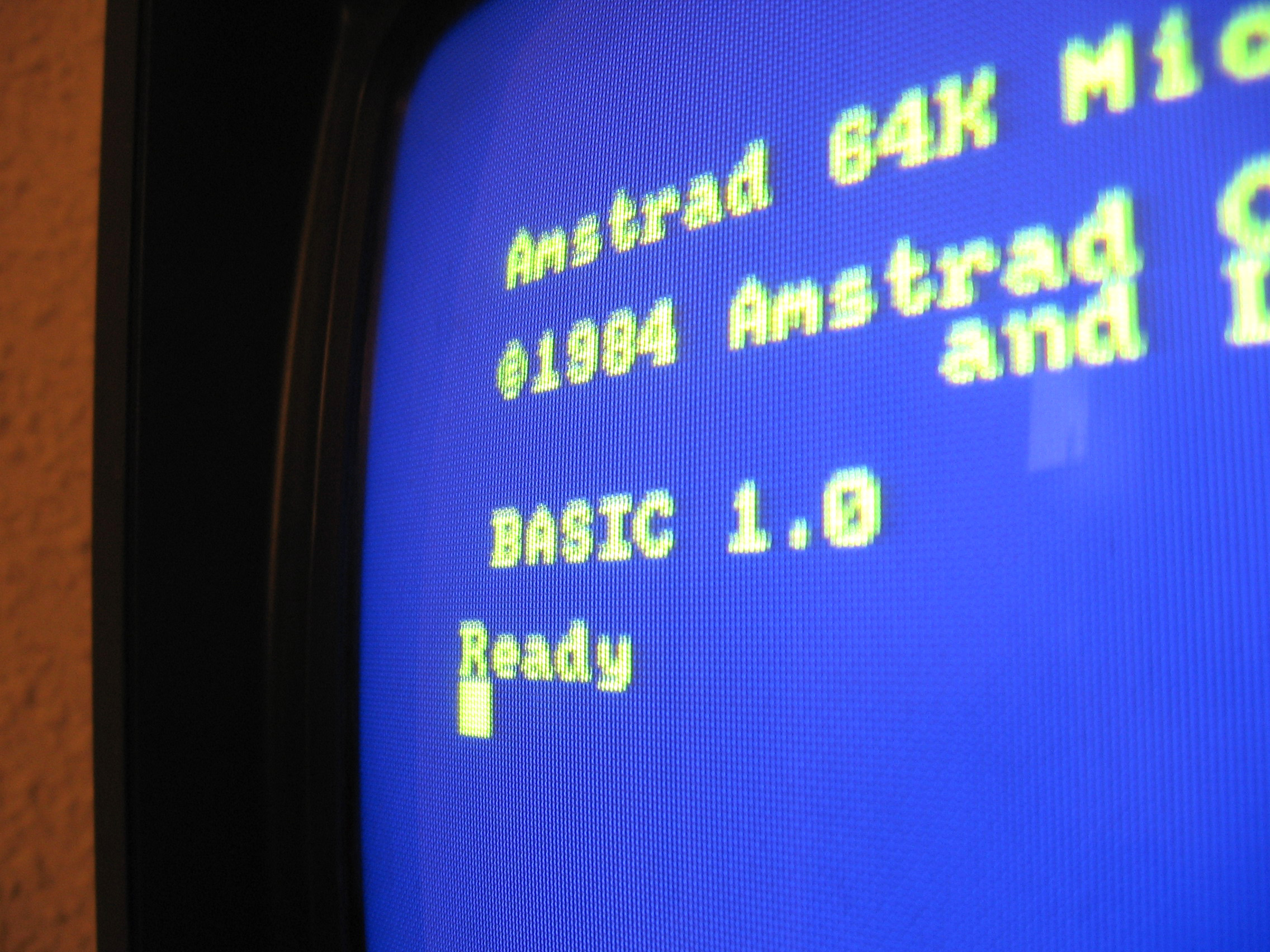
1980年代の安価な家庭用パーソナルコンピュータAmstrad CPCのカラーモニターの拡大写真。文字が滲んでいる。
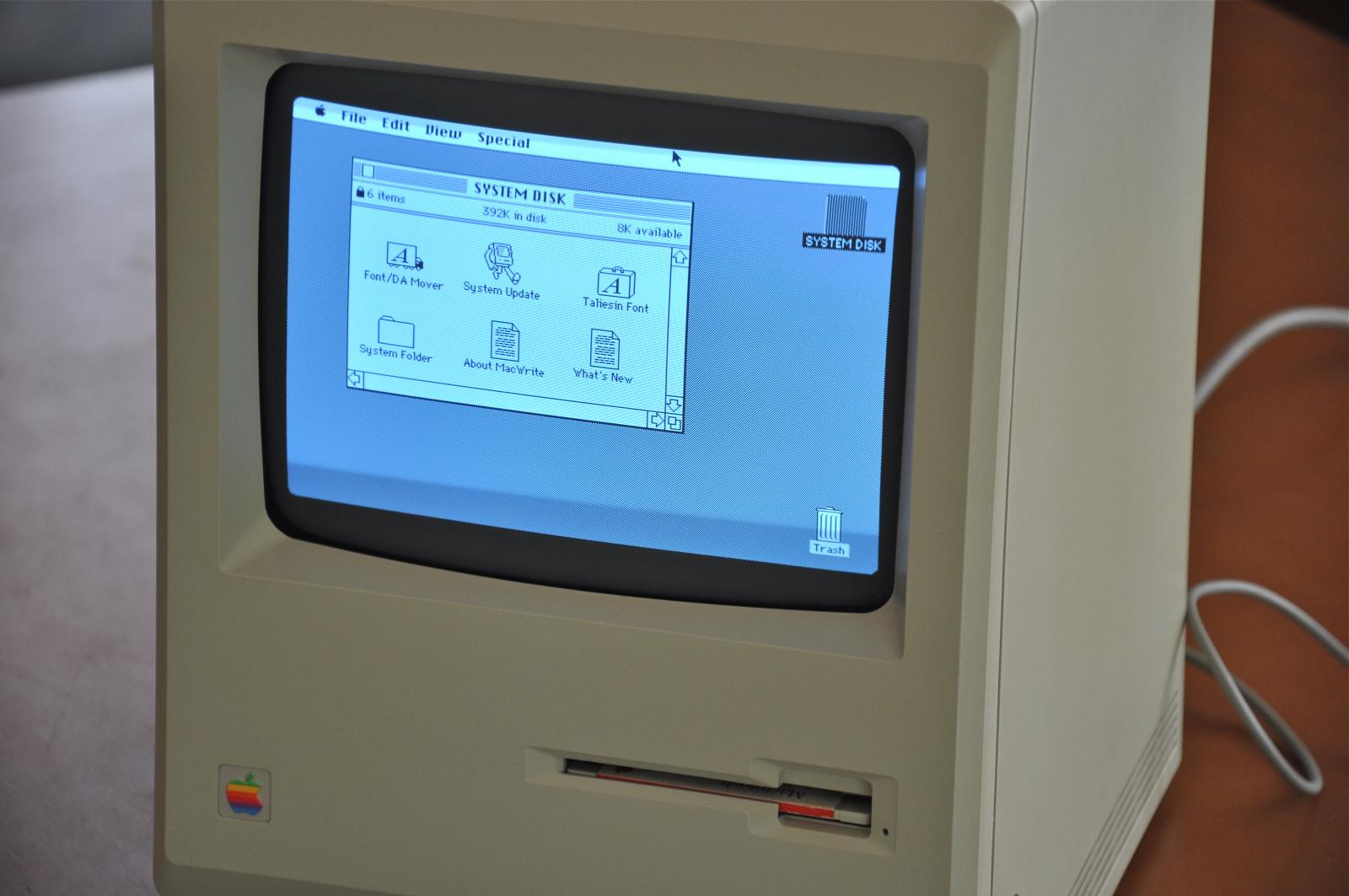
1984年発売のMacintosh 512Kのディスプレイ。本体とディスプレイは一体化している。
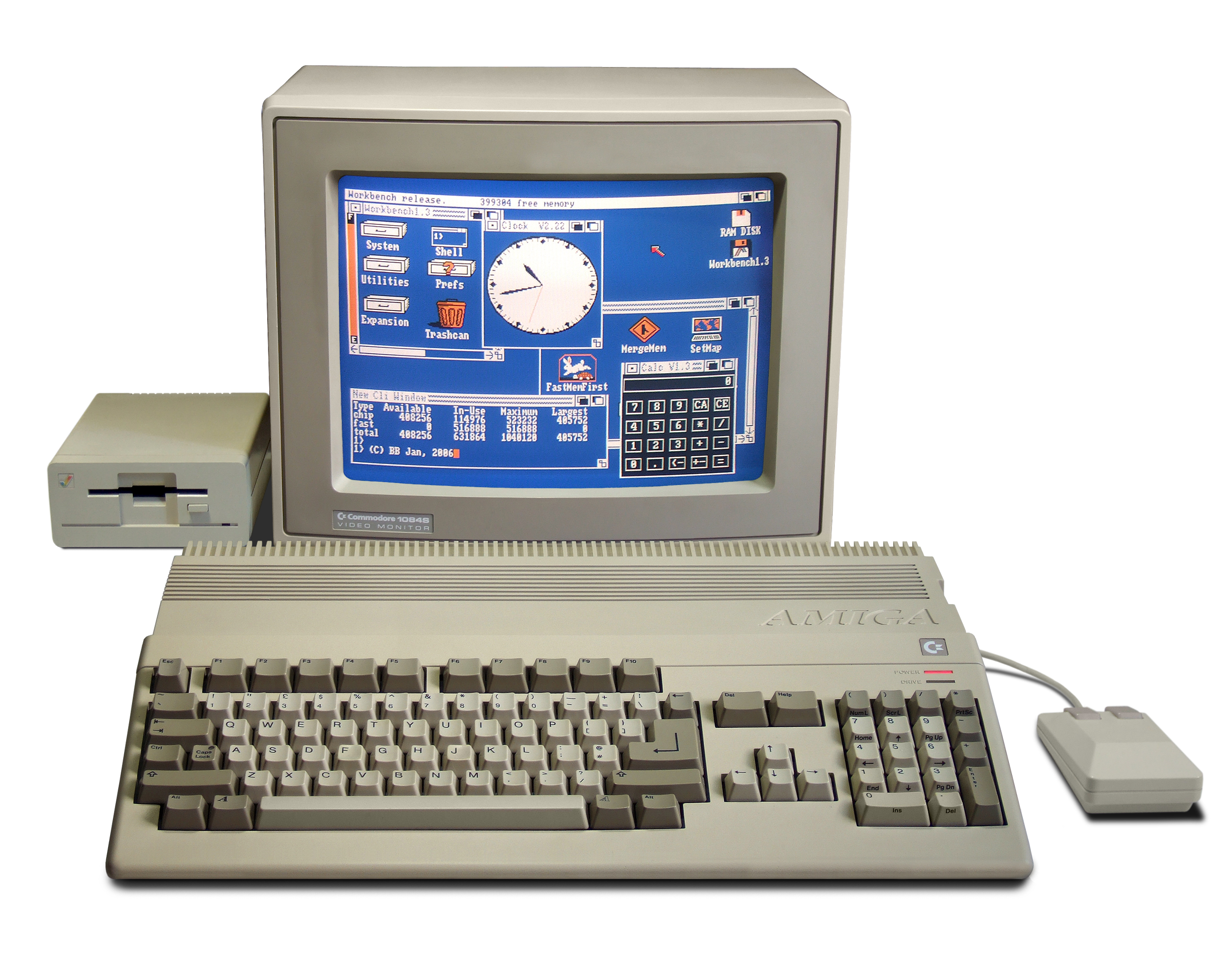
1987年発売のen:Amiga 500のディスプレイ
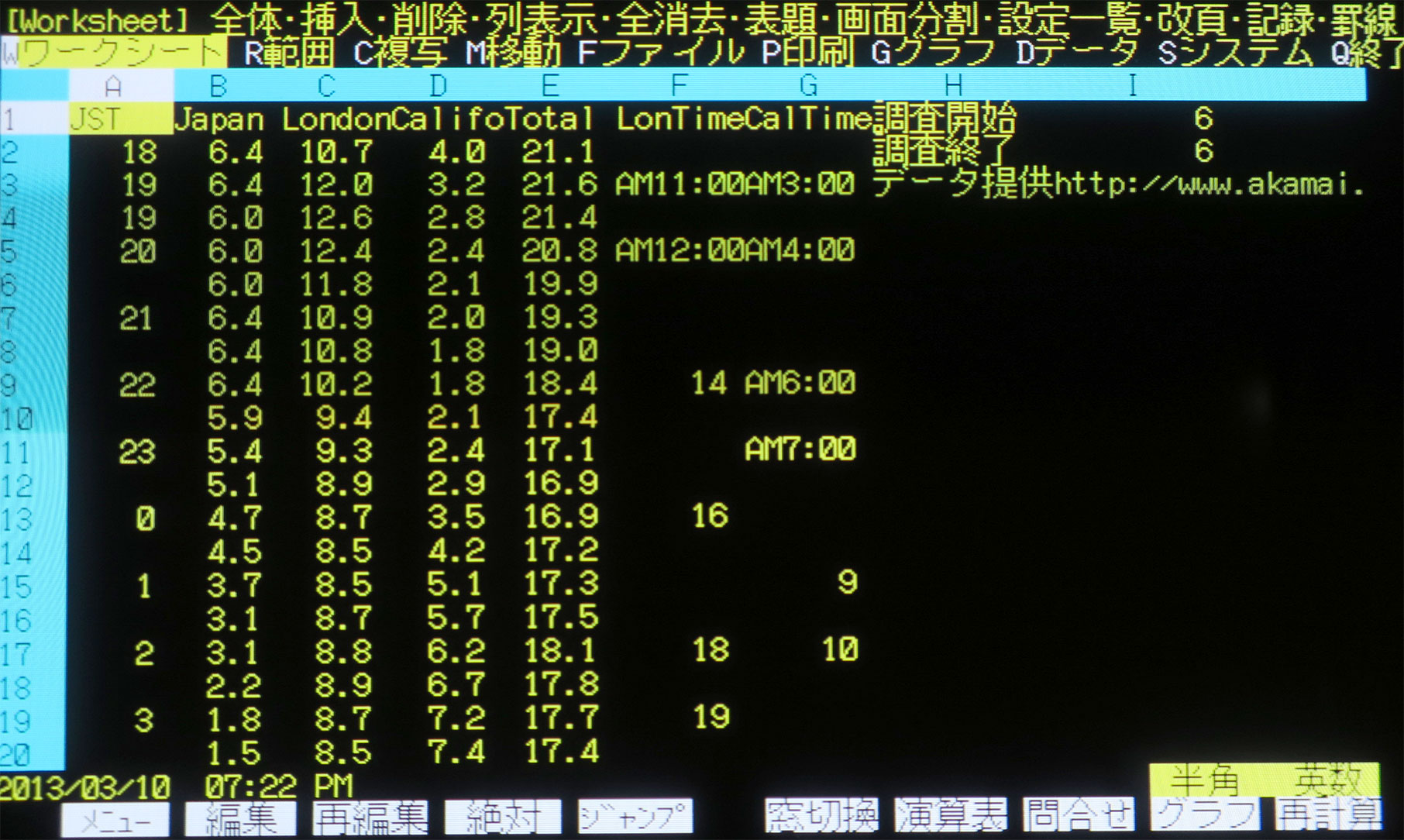
NECのPC-9800シリーズのディスプレイの画面
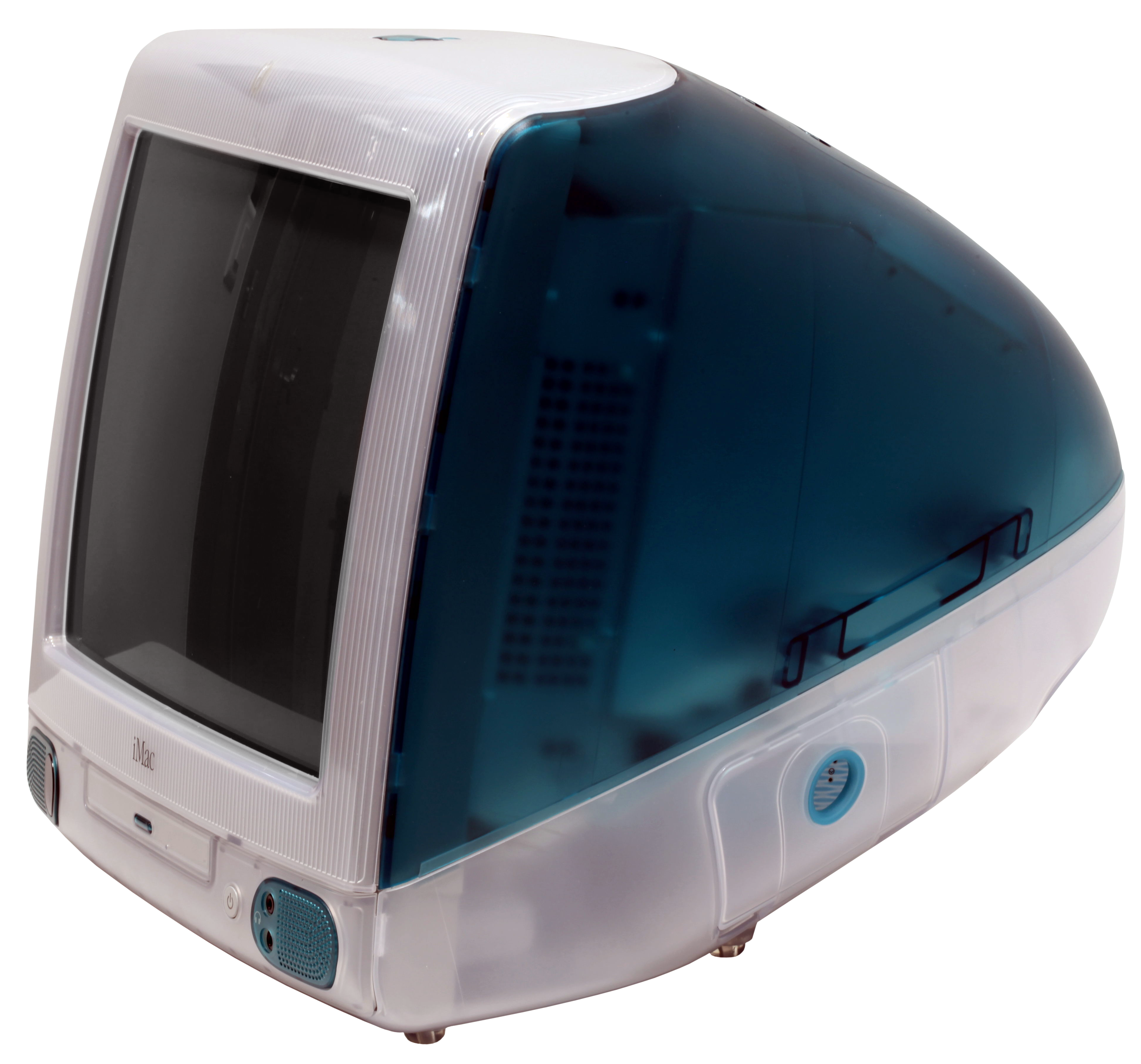
1998年発売のiMac G3。本体とディスプレイは一体化している。
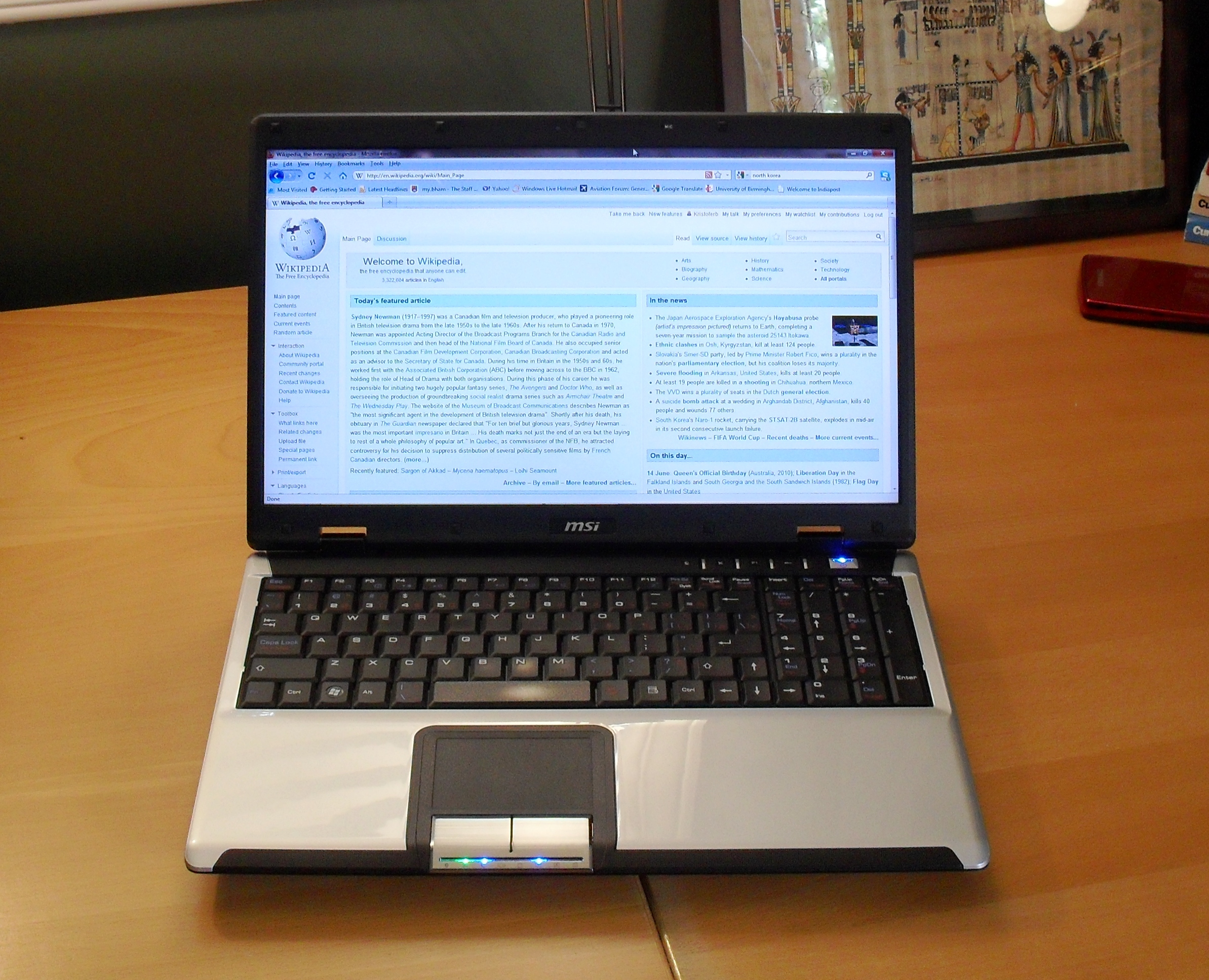
ノートPCのディスプレイ（2008年）
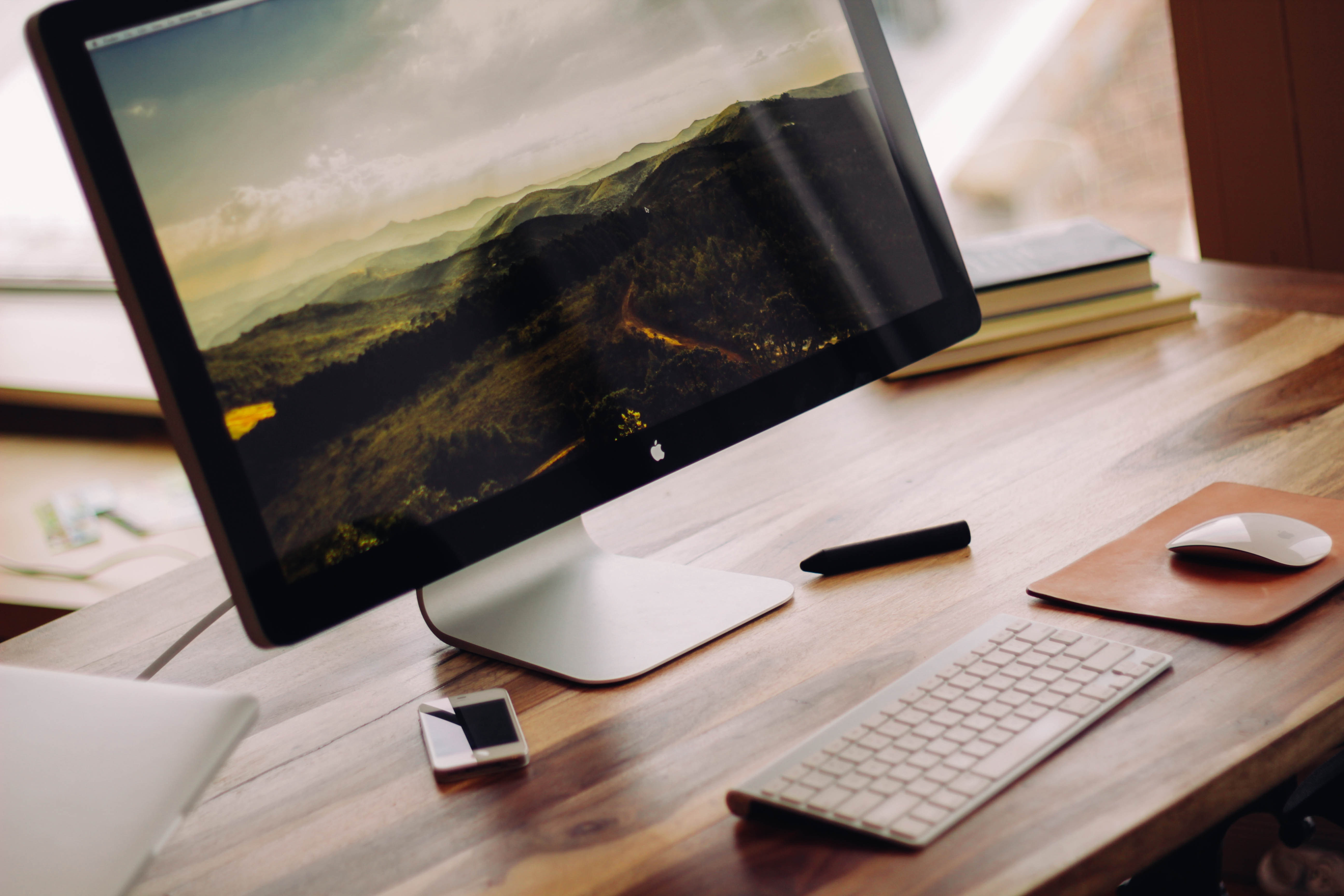
Macのモニタ（2014年）

### ディスプレイのインタフェースの歴史
ディスプレイのインタフェースにはアナログ式とデジタル式があるが、その歴史を振り返る。
現在「モノクロ（モノクローム）・ディスプレイ」と言うと単色のON/OFFだけが表示できるもので「グレイスケール・ディスプレイ」のほうは単色の階調を表現できるものを指すが、CRT方式がコンピュータディスプレイに使われていた時代に「モノクロディスプレイ」と呼ばれていたものは実際には現在で言うグレイスケールディスプレイであり濃淡の階調を表現できた。ただし単色であり色信号を付加する必要が無いため、画像信号の伝送には、通常のNTSC等のビデオ信号と、単一のRCA端子、または、BNCコネクタが使用されていた。
アナログ式のカラー表示の場合、RGB各色が連続的に表現されるため、原理的にはすべての色が表示可能であるが、コンピュータの表示回路が生成可能な色数に制約される。24ビットの場合はRGBそれぞれが8ビット、すなわち256階調の組み合わせで1677万色。32ビットの場合は8ビットが余りとなるが、これは表示には関与しない。PC/ATにおいてはVGA端子（15ピンミニD-sub、DE-15）が一般に用いられ、日本国内の規格としては15ピンのD-sub (DA-15)が用いられた。または、家庭用テレビ受像機と互換性のある21ピンコネクタが使用された。表示領域が広く、同期周波数が高い場合（いわゆる高解像度）は、同期信号と色信号を別々のBNCコネクタで接続する場合もある。ディスプレイ装置では24/32ビットカラー表示に対応する。
1981年に登場したIBM PCは、デジタル式のCGAカードというインターフェースを採用し、16色表示であった。
デジタル式の場合、三原色のRGB（赤・緑・青）それぞれをON/OFFできるだけであり、表示可能な色は8色（黒・青・赤・マゼンタ・緑・シアン・黄・白）である。デジタル式でもRGBI (RGB-Intensity) 方式では、8色の各々の輝度を全輝度と半輝度とに制御することができ、8色の明暗で合計16色が表示できた。当時デジタルモニタはTTLモニタと呼ばれることがあった。これはRGB各色を表すのにTTLレベルの電気的インターフェースを用いたことによる。9ピンのD-Subコネクタ (DE-9)、または8ピンか6ピンのDINコネクタと8ピン角型デジタル端子で接続される。
1999年に登場したデジタルインターフェースであるDVI規格では、32ビットフルカラー表示に対応した信号伝送が可能で、画質が大幅に向上した。（デジタルコンテンツ保護の規格HDCPを備えるものもある。）デジタル方式の良さは人々に広く知られるようになり普及が進み、2007年頃からデジタル家電やパソコン・ビデオカードでHDMI端子（デジタル方式）も普及し一般化したことに伴い、コンピュータ用液晶ディスプレイでもこれを備えるものが増えてきた。HDMI規格自体にライセンス料が発生するが、DVIと互換性があり設計コストが低いことから、2009年以降では低価格帯のディスプレイにも搭載され、標準的な端子となっている。
2007年にはUSB接続の液晶ディスプレイが登場した。液晶ディスプレイ側にグラフィックスコントローラを搭載し、別途ディスプレイケーブルを接続する必要がない。またUSBポートから電源を供給できる製品もある。 2009年時点ころにはサブディスプレイとして利用できる小型サイズの製品が一部で広まった。2010年代には、USB Type-Cで接続できるものが増えた。
新しい世代のインターフェイス規格DisplayPortは、ビジネスやプロフェッショナル用に使用されている。

## ギャラリー
- アメリカ合衆国の石油取引のオフィスの液晶ディスプレイの群れ（2004年、US Energy Markets）
- マルチスクリーン

## 他
スクリーンショットとは、PCの機能であり、コンピュータからディスプレイに送られている信号を画像データとして記録することや機能を云う。PCが動画の信号を記録する機能はキャプチャという。これらはディスプレイの機能ではない。あくまでPC側の機能である。